# 372e régiment d'infanterie (France)
Pour les articles homonymes, voir 372e régiment.
Le 372e régiment d'infanterie (372e RI) est un régiment d'infanterie de l'Armée de terre française constitué en 1914 avec les bataillons de réserve du 172e régiment d'infanterie.
À la mobilisation, chaque régiment d'active créé un régiment de réserve dont le numéro est le sien plus 200.

## Création et différentes dénominations
- août 1914 : 372e Régiment d'Infanterie
- mars 1919 : Dissolution

## Chefs de corps
- Lieutenant-Colonel Thomassin
- Lieutenant-Colonel Gonde
- 15 mars 1916 - 27 octobre 1916 : Colonel Didier
- Lieutenant-Colonel Lauth
- Lieutenant-Colonel Ordioni
- Colonel Thomassin

## Historique des garnisons, combats et batailles

### Première Guerre mondiale

#### Affectation
- 57e division d'août 1914 à mars 1919

#### 1914
- Bataille des Frontières en Alsace
- Bataille de Mulhouse

#### 1915
Expédition de Salonique

#### 1918
Opérations d'Albanie

## Drapeau
Il porte, cousues en lettres d'or dans ses plis, les inscriptions suivantes :
- Krivolak 1915 (en)
- Monastir 1917
- Albanie 1918

## Sources et bibliographie
- Historique du 372e régiment d'infanterie : campagne 1914-1919, Belfort, A. Herbelin, 1921, 32 p., lire en ligne sur Gallica.